# Cunha (Paredes de Coura)
Cunha es una freguesia portuguesa del municipio de Paredes de Coura, con 11,75 km² de área y 542 habitantes (2001). Densidad de población: 46,1 h/km².
- Datos: Q1143973
- Multimedia: Cunha (Paredes de Coura) / Q1143973